# 4A Games

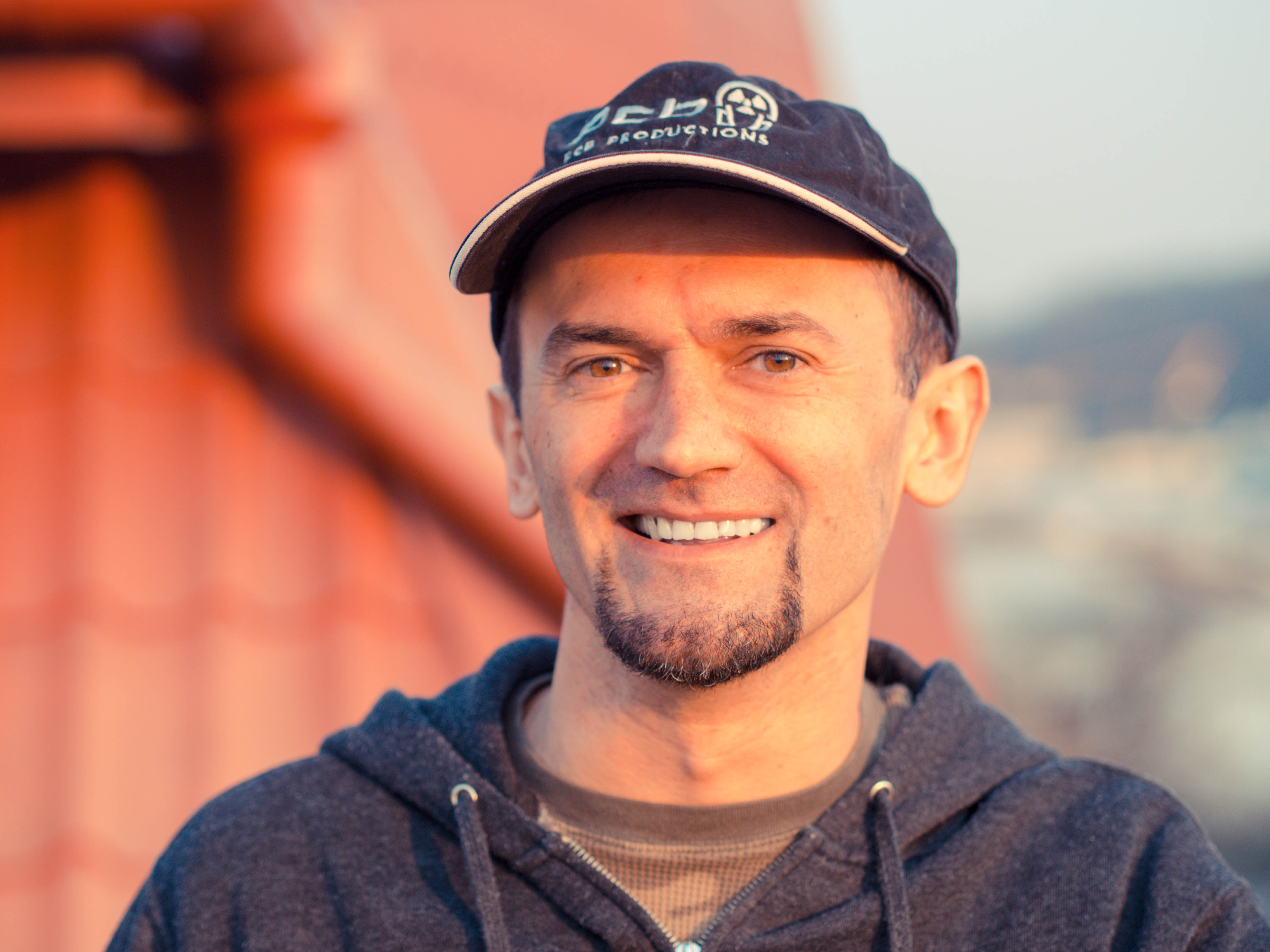
Андрій Прохоров, засновник і креативний директор компанії

4A Games Limited  — українсько-мальтійський розробник відеоігор зі штаб-квартирою у Слімі, Мальта. Компанію було засновано у Києві, Україна, у 2006 році трьома колишніми співробітниками GSC Game World. 2014 року компанія перенесла свій головний офіс на Мальту, при цьому київський офіс було збережено як підстудію. У серпні 2020 року компанія в рамках $45 млн угоди була придбана шведським холдинговим гігантом Embracer Group і увійшла до їхньої оперативної групи Saber Interactive.

## Історія

### Передумова появи компанії
Компанію заснували вихідці з ігрової студії GSC Game World за рік до випуску S.T.A.L.K.E.R.: Shadow of Chernobyl, під час розробки якої, між керівником проєкту,  Андрієм Прохоровим, та головним виконавчим директором студії, Сергієм Григоровичем, виник конфлікт стосовно розподілу зарплатних коштів компанії. У 2006 році ситуація сягнула критичної точки, що зрештою призвело до виходу зі студії як самого Прохорова, так і двох її провідних програмістів, Олександра Максимчука та Олеся Шишковцова, разом з 3D-художником Андрієм Ткаченком. Четвірка розробників і стала співзасновниками студії 4A Games.

### Перші кроки, серіяMetro(2006—2014)
До тільки-но заснованої в Києві 4A Games з часом приєдналася частина команди розробників S.T.A.L.K.E.R.
Першою грою компанії стала Metro 2033 — адаптація однойменного роману російського письменника Дмитра Глуховського, за словами якого, команда 4A Games були одними з перших читачів його книги, а геймдизайнер одразу вирішив, що ця історія добре підходить для їх дебютної гри. Metro 2033 під видавництвом THQ, які, через низькі очікування, виділили відносно невеликий бюджет на розробку, вийшла в березні 2010 року на платформах Windows і Xbox 360. Отримавши загалом позитивні відгуки від критиків та ігрової спільноти, гра продалась тиражем у понад 1,5 млн копій станом на червень 2012 року. Також в цей період до студії приєднався Дін Шарп з THQ на посаді генерального директора.
Після початкового успіху, студія почала роботу над сиквелом, Metro: Last Light, котрий було анонсовано під час E3 у 2011 році. Під час розробки, команда зіткнулася з багатьма проблемами. Так, їх видавець, THQ, переніс дату виходу гри з 2012 на 2013 рік, а пізніше і зовсім збанкрутував, продавши всі права на ІВ по цій франшизі компанії Koch Media за $5,9 млн. Metro: Last Light вийшла в травні 2013 року під видавництвом дочірнього лейбла Koch Media, Deep Silver. Гра була тепло сприйнята критиками та стала найпродаванішою грою Великобританії у перший тиждень після релізу.
30 березня 2014 року відбувся виток інформації про перевидання обох ігор франшизи, під назвою Metro Redux, що було підтверджено вже наступного дня. Збірку було випущено в серпні 2014 року для всіх платформ восьмого покоління. У 2017 році компанією Oculus була випущена гра для шоломів віртуальної реальності Arktika.1, розроблена 4A Games.
Під час E3 2017, на пресконференції Microsoft відбувся анонс третьої частини франшизи, Metro Exodus, із запланованою датою виходу у 2018 році. Геймплей показали як для самого анонсу гри, так і в рамках демонстрації графічного 4K-оновлення для лінійки консолей Xbox One X. Гра вийшла у 2019 році та за перший місяць посіла друге місце в британських чартах. На виході було кілька проблем — так, попередні замовлення ПК-версії в Steam були тимчасово зупинені через ексклюзивність в Epic Games Store, а російські ЗМІ піддали гру критиці за «русофобію» і «антикомуністичні настрої».

### Розширення та розділення (2014—теперішній час)
12 травня 2014 року через російську збройну агресію проти України та анексію Криму студія оголосила про необхідне розширення кількості співробітників для переїзду в мальтійське містечко Сліму. Таким чином, штаб-квартиру студії перемістили на Мальту, щоб полегшити роботу в межах Європейського Союзу, а київська студія продовжила працювати для операцій у Східній Європі.
13 серпня 2020 року стало відомо, що студію придбали Saber Interactive під керівництвом шведського холдингу Embracer Group приблизно за $36 млн. Видавець серії Metro, Deep Silver, на той час вже був частиною Embracer Group після їх придбання Koch Media у 2018 році, що робить цю угоду закономірним кроком для обох компаній.
Після повномасштабного вторгнення російських військ на територію України у лютому 2022 року, Saber Interactive заявили, що всі співробітники київської студії 4A Games можуть переїхати в інші закордонні компанії Saber. Як і інші українські студії розробників відеоігор, 4A Games взяла участь у кампанії зі збору коштів на гуманітарну допомогу Україні.
У березні 2024 року Saber Interactive було продано компанії Beacon Interactive, в угоду також входила можливість придбання 4A Games за фіксованою ціною протягом певного періоду часу. З комерційних причин сторони домовилися не розголошувати повні умови. Пізніше, однак, стало відомо, що обидві студії зрештою залишилися в Embracer Group.
27 лютого 2025 року український підрозділ студії 4A Games, який уже деякий час діяв як окрема юридична особа, оголосив про ребрендинг і відтоді працює під назвою Reburn. Під новим брендом команда представила свою першу гру — науково-фантастичний шутер La Quimera. Основна студія 4A Games на Мальті продовжує розробляти ігри серії Metro.
В березні 2025 року компанія офіційно підтвердила роботу над новою грою в світі Metro 2033.

## Випущені рушії
4А Engine — ігровий рушій, створений українським розробником відеоігор 4A Games для своїх ігор: Metro 2033, Metro: Last Light та Metro Exodus.

## Розроблені відеоігри
| Дата релізу     | Назва                               | Платформи                                                                                    | Видавець       |
| --------------- | ----------------------------------- | -------------------------------------------------------------------------------------------- | -------------- |
| 19 березня 2010 | Metro 2033                          | Microsoft Windows, Xbox 360                                                                  | THQ            |
| 17 травня 2013  | Metro: Last Light                   | Microsoft Windows, Linux, macOS, PlayStation 3, Xbox 360                                     | Deep Silver    |
| 28 серпня 2014  | Metro 2033 Redux                    | Microsoft Windows, Linux, PlayStation 4, Nintendo Switch, Xbox One, Stadia                   | Deep Silver    |
| 28 серпня 2014  | Metro: Last Light Redux             | Microsoft Windows, Linux, PlayStation 4, Nintendo Switch, Xbox One, Stadia                   | Deep Silver    |
| 10 жовтня 2017  | Arktika.1                           | Microsoft Windows                                                                            | Oculus Studios |
| 15 лютого 2019  | Metro Exodus                        | Microsoft Windows, Linux, macOS, PlayStation 4, PlayStation 5, Xbox One, Xbox Series, Stadia | Deep Silver    |
| 20 серпня 2019  | DLC Metro Exodus - The Two Colonels | Microsoft Windows, Linux, macOS, PlayStation 4, PlayStation 5, Xbox One, Xbox Series, Stadia | Deep Silver    |
| 11 лютого 2020  | DLC Metro Exodus - Sam's Story      | Microsoft Windows, Linux, macOS, PlayStation 4, PlayStation 5, Xbox One, Xbox Series, Stadia | Deep Silver    |